# Praindoeuropljani
Praindoeuropljani su hipotetički govornici rekonstruiranog indoeuropskog prajezika, odnosno prahistorijski narod iz kalkolita (bakrenog doba) i ranog brončanog doba.
Nakon nekoliko stoljeća istraživanja, tijekom druge polovine 20. stoljeća definirano je nekoliko teorija i hipoteza o indoeuropskoj pradomovini. U ovo pitanje uključena je lingvistika, arheologija i u posljednje vrijeme intenzivno genetika, u velikim i značajnim istraživačkim školama. 
Indoeuropljani nisu narod i ovaj se termin ne koristi kao bilo kakva etnička ili rasna odrednica, kako se to često radilo tijekom posljednjeg stoljeća i nerijetko se još uvijek radi u političke svrhe, već se može koristiti isključivo kao lingvistička odrednica, za govornike indoeuropskog prajezika, ili kao odrednica za populacije koje su naseljavale prostor i razvijali kulture, čije materijalne ostavštine tumačimo kao indoeuropske.
Pitanje točne definicije ove problematike kompleksno je i tijekom gotovo stotinu godina arheološkog promišljanja brojni su znanstvenici ponudili najrazličitije moguće definicije koje bi Indoeuropljane smjestile na određeni geografski prostor tijekom određenog vremenskog razdoblja, odnosno izvorište koje bi objasnilo širenje i distribuciju indoeuropskih naroda i jezika kakvu poznajemo kroz povijest i danas.
Prvu teoriju pod nazivom kurganska teorija (ili stepska teorija), predložila je Marija Gimbutas. Ona smatra da je nastanak i širenje bakrenog doba u Europu istovremeno predstavljao i migraciju Praindoeuropljana s prostora Jamna kulture u pontsko-kaspijskim stepama.
Prema anadolskoj teoriji, koju je predložio Colin Renfrew, domovina Praindoeuropljana smještena je u Anadoliji, najkasnije do 6500. godine pr. Kr., čime su Praindoeuropljani izjednačeni s nositeljima širenja neolita. 
Armensku teoriju o domovini Praindoeuropljana, zajednički su promovirali 1985. god. Gruzijac Tamaz V. Gamkrelidze i ruski lingvist Vjačeslav Ivanov, smatrajući da se proto-indoeuropski govorio za vrijeme 5-4. tisućljeća pr. Kr. u istočnoj Anadoliji, južnom Kavkazu i sjevernoj Mezopotamiji.